# Grahovo (Cerknica, Slovenija)
Grahovo je naselje u slovenskoj Općini Cerknici. Grahovo se nalazi u pokrajini Notranjskoj i statističkoj regiji Notranjsko-kraškoj. 

## Stanovništvo
Prema popisu stanovništva iz 2002. godine naselje je imalo 432 stanovnika.